# Gregório Tifernate
Gregório Tifernate (em grego:  Γρηγόριος Τιφέρνας; em italiano:  Gregorio Tifernate; Cortona, 1414 – Veneza, 1462) foi um humanista grego do Renascimento da cidade italiana de Città di Castello (Tifernum em Latim, de onde vem seu sobrenome).
Ele estudou os Clássicos gregos sob a tutela de Manuel Chrysoloras e foi o primeiro professor de grego na França na Universidade de Paris. Parece que ele permaneceu apenas por pouco tempo em Paris, mas foi tempo suficiente para treinar vários alunos que continuariam seu trabalho.
Ele traduziu a obra Physica de Teofrasto para o Latim com o título Physica Theophrasti e greco in latinam ab Gregorio Tifernio.